# Karl Thumm
Karl Thumm (* 30. Dezember 1867 in Bruchsal; † 8. Oktober 1936 in Berlin) war ein deutscher Apotheker und Chemiker.

## Leben
Bis 1884 besuchte Thumm das Gymnasium in Bruchsal. Anschließend absolvierte er eine pharmazeutische Lehre und studierte an der TH Karlsruhe Pharmazie. 1893 legte er das Apotheker-Staatsexamen ab und begann seine Arbeit an der TH Karlsruhe.
Ein Jahr später promovierte Thumm zum Dr. phil. in Basel. 
Ab 1898 war er als wissenschaftlicher Mitarbeiter im Hygienischen Institut in Hamburg tätig. Dort beschäftigte er sich mit der Abwasserbeseitigung und der Wasserversorgung.
1901 ging Thumm nach Berlin als beamteter Chemiker an die königlich preußischen Versuchs- und Prüfungsanstalt für Wasserversorgung und Abwasserbeseitigung. Vier Jahre später wurde er zum Professor ernannt. 1907 wurde er stellvertretender Anstaltsleiter und Leiter der chemischen Abteilung dieser Anstalt.
1921 wurde er zum Vizepräsidenten und Abteilungsdirektor, 1926 außerdem zum Dr. Ing. h. c. ernannt.

## Werke
- Beitrag zur Biologie der fluoreszierenden Bakterien, Dissertation, Basel 1894
- Beitrag zum derzeitigen Stand der Abwasserreinigungsfrage mit besonderer Berücksichtigung des biologischen Reinigungsverfahrens, (m.W.Dunbar), München und Berlin 1902
- Abwasserbeseitigung bei Gartenstädten, bei ländlichen und bei städtischen Siedelungen. Springer, Berlin 1913
- Die Kaliwerke und ihre Abwässer, Berlin 1921